# Pol-e Gerd
Pol-e Gerd (persiska: پل گرد) är en ort i Iran.   Den ligger i provinsen Khorasan, i den nordöstra delen av landet, 700 km öster om huvudstaden Teheran. Pol-e Gerd ligger 864 meter över havet och antalet invånare är 631.
Terrängen runt Pol-e Gerd är huvudsakligen kuperad, men söderut är den bergig. Runt Pol-e Gerd är det ganska tätbefolkat, med 185 invånare per kvadratkilometer. Närmaste större samhälle är Īdah Līk, 18,9 km sydost om Pol-e Gerd. Omgivningarna runt Pol-e Gerd är i huvudsak ett öppet busklandskap.